# Aurora (Lu Colombo)
Aurora è un brano musicale interpretato dalla cantante italiana Lu Colombo, pubblicato come singolo estivo 1984 su 45 giri EMI 06-1186617, con lato B il brano Samba Calipso Tango. La foto per la copertina (con il volto della cantante dentro uno scafandro) venne scattata da Guido Harari.
La musica del brano è di Franco Fasano, David Riondino e  Mario Saroglia, il testo di Luisa Colombo e dello stesso Riondino.

## Il brano
Dopo il successo del 1981 con la caraibica Maracaibo, la cantante ripropose negli anni seguenti alcune canzoni a tema "tropicale": Aurora, ambientata nei mari del Sud-Est asiatico, e Rimini Ouagadougou a tema italo-africano. Sebbene venisse coperta da un buon battage televisivo e radiofonico, la canzone non bissò il successo dell'81, non essendo riuscita a entrare nei singoli più venduti dell'anno.
Sebbene criticata per l'esotismo "da villaggio turistico" con "eccesso di colore locale" dato dal ritornello fatto da nomi di luoghi indonesiani e filippini sicuramente poco familiari al pubblico italiano, la canzone si distingue ancora oggi per una serie di fattori originali: innanzitutto la costruzione "cinematografica" del testo, basato sulla storia di un inseguimento avventuroso, narrato in prima persona, della misteriosa donna Aurora, da Costantinopoli al Tropico del Capricorno, tra ambienti alti e bassi (dalle feste nelle ambasciate, alle bische clandestine); il secondo fattore, ancora meno consueto per gli anni ottanta, è il tema saffico dato dall'attrazione della donna che canta verso un'altra donna, che però venne velato e normalizzato da una frase riportata sulla copertina del 45 giri: «dai diari di bordo di Antonio Colonna, nobiluomo romano disperso nei mari del Sud alla ricerca di Aurora», come se si fossero semplicemente musicate le parole di un uomo alla ricerca di una donna. Si trattò sicuramente di una discrezione di comodo, per evitare scandalo, tanto che nel testo non si allude mai al sesso del protagonista e che gli autori avrebbero benissimo potuto far cantare il brano a un interprete maschile, ma non venne fatto. Come si evince nell'ultimo ritornello, Aurora potrebbe dopotutto essere una chimera che rappresenta i nostri sogni e l'"avventura" per raggiungerli.
Della canzone venne pubblicata anche una versione extended, e una in lingua inglese (chiamata Hot Version, col ritornello che recita "China! My China See").

## Luoghi citati
Nel ritornello si elencano una serie di isole indonesiane: «Sumba Sumbawa Madura Kai Mangole Morotai / Muna Kendari Wowoni Engano Pekalongan»; nel testo si citano inoltre Singapore, il Mar delle Andamane, il Mare di Celebes, il Mare di Surabaya, Shangai, Sopora, Manila, Flores, Kabaena, Mataram, Sumbawa, Halmahera, Puerto Princesa.
Costantinopoli, così chiamata anziché Istanbul, fa pensare che la vicenda si svolga prima degli anni trenta, quando la città si chiamava ancora così.